# Doa dora
Doa dora är en fjärilsart som beskrevs av Berthold Neumoegen och Dyar 1894. Doa dora ingår i släktet Doa och familjen Doidae. Inga underarter finns listade i Catalogue of Life.